# Obducção
Obdução (português brasileiro) ou obducção (português europeu) é um processo geológico pelo qual a crosta oceânica mais densa (ou mesmo o manto superior) é raspada de uma placa oceânica descendente em um limite convergente e empurrada para o topo de uma placa adjacente. Quando as placas oceânicas e continentais convergem, normalmente a crosta oceânica mais densa afunda sob a crosta continental no processo de subducção. A obdução, que é menos comum, normalmente ocorre em colisões de placas em cinturões orogênicos (onde uma placa oceânica que está subduzindo raspa parte de seu material na placa continental, fazendo uma cunha acrescionária) ou bacias de retroarco (lugares onde a borda de um continente é afastada do resto do continente devido ao estresse da colisão de placas).

Um exemplo de obdução: enquanto a maior parte da crosta oceânica subducta abaixo da crosta continental para dentro do manto, parte da crosta é abduzida, empurrada para a crosta continental, formando um prisma acrescionário

A obdução da litosfera oceânica produz um conjunto característico de tipos de rochas chamado ofiolito. Este conjunto é constituído por rochas sedimentares marinhas profundas (cherte, calcário, sedimentos clásticos), rochas vulcânicas (lavas em almofada, vidro vulcânico, cinzas vulcânicas, diques e gabros) e peridotito (rocha do manto). John McPhee descreve a formação de ofiolito por obdução como "onde a crosta oceânica desliza em uma trincheira e vai sob um continente, [e] uma parte da crosta — ou seja, um ofiolito — é raspada no topo e termina no lábio do continente."
A obdução ocorre quando um fragmento de crosta continental é capturado em uma zona de subducção com resultante sobreposição de rochas máficas e ultramáficas oceânicas do manto para a crosta continental. A obdução geralmente ocorre onde uma pequena placa tectônica é capturada entre duas placas maiores, com a crosta (arco insular e oceânica) se soldando em um continente adjacente como um novo terreno. Quando duas placas continentais colidem, a obdução da crosta oceânica entre elas é frequentemente parte da orogenia resultante.
A maioria das obduções parece ter se iniciado em bacias de arco posterior acima das zonas de subducção durante o fechamento de um oceano ou uma orogenia.

## Exemplos
Existem poucas placas continentais sendo obduzidas sob uma placa oceânica conhecida hoje, mas no passado parece ter acontecido várias vezes. Assim, existem exemplos de rochas da crosta oceânica e rochas do manto mais profundas que foram obduzidas e agora estão expostas na superfície, em todo o mundo. A Nova Caledônia é um exemplo de obdução recente. Os Montes Klamath, no norte da Califórnia, contêm várias lajes oceânicas obduzidas, sendo o mais famoso o ofiolito da Cordilheira da Costa. Fragmentos obduzidos também são encontrados nas Montanhas Hajar de Omã, nas Montanhas Troodos do Chipre, Terra Nova, Nova Zelândia, os Alpes da Europa, as ilhas Shetland de Unst e Fetlar, a ilha Leka na Noruega e o ofiolito da Blue Ridge nas Montanhas Apalaches do leste da América do Norte.